# 石原正明
石原 正明（いしはら まさあきら、宝暦10年（1760年） - 文政4年1月7日（1821年2月9日））は、日本の国学者・歌人。
初名は将聴。通称は喜左衛門。号は蓬堂。

## 人物
宝暦10年（1760年）、尾張国神守宿（現津島市神守町）の豪農石原文右衛門の次男（第5子）として生を受ける。幼少期より漢学を学び、有職故実に精通する。33歳のときに本居宣長に入門する。また、塙保己一の元で群書類従の編纂に関わる。保己一に認められ、和学講談所（温古堂）の学頭となった。
文政4年（1821年）1月、名古屋において病死。

## 著作
- 『年々随筆』[4]
- 『律逸』[4]
- 『尾張廼家苞』[4]
- 『百人一首新抄』[4]
- 『冠位通考』[4]
- 『制度通考』[4]